# Kevin Moore
Pour les articles homonymes, voir Moore.
Kevin Moore est un claviériste américain, né le 26 mai 1967 à Long Island. Il a été membre des groupes Dream Theater, Chroma Key, Fates Warning et OSI.

## Biographie
Kevin Moore est né le 26 mai 1967 à Long Island.
Il a commencé à jouer au lycée dans le groupe Centurion avec John Petrucci et John Myung, puis effectue son apprentissage musical à l'école de musique de Fredonia.
En 1985, John Petrucci, John Myung et Mike Portnoy, élèves à l'école de musique de Berklee et désireux de fonder un groupe, le recontactent. Ainsi naît le groupe Majesty, qui sortira une démo de 6 chansons en 1986 avant de s'appeler Dream Theater.
En 1989, le groupe sort When Dream and Day Unite, puis Images and Words en 1992 et Awake en 1994. Kevin Moore quitte le groupe juste après la sortie de cet album (sur lequel figure sa composition personnelle Space Dye Vest), à la suite de divergences musicales et malgré les oppositions à son départ des quatre autres membres[réf. nécessaire]. Il s'orientera vers la musique électronique et expérimentale.
Il fonde alors son propre groupe, Chroma Key, qui est le reflet de sa musique. Y participent le guitariste Jason Anderson ainsi que Mark Zonder et Joey Vera, membres de Fates Warning.
Kevin Moore a participé à quelques albums de Fates Warning : dans Perfect Symetry il joue sur la chanson At Fates Hands, et il joue tous les claviers sur les albums « A Pleasant Shade of Gray » et Disconnected.
En 2003, il apparaît sur le projet parallèle OSI où participent également Mike Portnoy, Jim Matheos, Sean Malone et Steven Wilson.
Fin 2003, il crée la bande originale d'un film d'horreur turc nommé Okul.

## Style
Contrairement à d'autres claviéristes dans le domaine du metal progressif, Kevin Moore se distingue par un style plus épuré, notamment avec des solos comportant moins de notes et parfois moins de technicité, pour se concentrer sur l'harmonie et la mélodie de ses compositions.
On notera également qu'il a écrit les paroles de plusieurs chansons pour Dream Theater (notamment la chanson qui a lancé la carrière du groupe au début des années 1990, Pull Me Under), ainsi que toutes celles de Chroma Key et de OSI.

## Discographie
Avec Dream Theater
- 1986 : The Majesty Demos
- 1989 : When Dream And Day Unite
- 1992 : Images and Words
- 1993 : Live at the Marquee
- 1993 : Images and Words: Live in Tokyo
- 1994 : Awake

Avec Fates Warning
- 1989 : Perfect Symmetry
- 1997 : A Pleasant Shade of Gray
- 2000 : Disconnected

En solo
- 1995 : Music Meant to Be Heard
- 1999 : This is a Recording
- 2004 : Memory Hole 1
- 2004 : Ghost Book
- 2010 : Shine

Avec Chroma Key
- 1998 : Dead Air for Radios
- 1999 : Colorblind (single)
- 2000 : You Go Now
- 2004 : Graveyard Mountain Home

Avec OSI
- 2003 : Office of Strategic Influence
- 2006 : Free
- 2006 : re:free (EP)
- 2009 : Blood
- 2012 : Fire Make Thunder